# Südarabische Föderation
Die Südarabische Föderation (arabisch اتحاد الجنوب العربي, DMG Ittiḥād al-Ǧanūb al-ʿArabiyya) existierte zwischen 1962 und 1967 als eine Organisation von Staaten unter britischem Schutz. Aus ihr entwickelte sich die Demokratische Volksrepublik Jemen.

## Entwicklung
Sie wurde am 4. April 1962 aus den 15 Protektoratsstaaten der Föderation der Arabischen Emirate des Südens gebildet und am 18. Januar 1963 mit der britischen Kolonie Aden vereinigt. Juni 1964 kam das Obere Aulaqi-Sultanat dazu, womit die Föderation 17 Staaten umfasste. 1966 entsandte die Föderation ein eigenes Team zu den British Empire and Commonwealth Games in Kingston, Jamaika. Die Föderation wurde abgeschafft, als sie am 30. November 1967 gemeinsam mit dem Protektorat von Südarabien als Volksrepublik Südjemen die Unabhängigkeit von Großbritannien erlangte.

## Staaten der Föderation
- Staat Aden (vormals Kolonie Aden)
- Scheichtum Alawi
- Scheichtum Aqrabi
- Sultanat Audhali
- Emirat Beihan
- Scheichtum Dathina
- Emirat Dhala
- Sultanat Fadli
- Sultanat Hauschabi
- Sultanat Lahidsch
- Scheichtum Maflahi
- Scheichtum Ober-Aulaqi
- Sultanat Ober-Aulaqi
- Scheichtum Shaib
- Sultanat Unter-Aulaqi
- Sultanat Unter-Yafi
- Sultanat Wahidi Balhaf

## Politische Führung der Föderation

### Hochkommissare (High Commissioner)
- Sir Charles Hepburn Johnston (18. Januar 1963 – 17. Juli 1963)
- Sir Gerald Kennedy Nicholas Trevaskis (17. Juli 1963 – 21. Dezember 1964)
- Sir Richard Gordon Turnbull (21. Dezember 1964 – 22. Mai 1967)
- Sir Humphrey Trevelyan (22. Mai 1967 – 30. November 1967)

### Ministerpräsidenten (Chief Ministers)
- Hassan Ali Bayumi (18. Januar 1963 – 24. Juni 1963)
- Zayn Abdu Baharun (9. Juli 1963 – 23. Januar 1965)
- Abdul-Qawi Hassan Makkawi (7. März 1965 – 25. September 1965)
- Ali Musa al-Babakr (25. September 1965 – 30. August 1966)
- Salih al-Awadli (30. August 1966 – 30. November 1967)

## Briefmarken und Währung

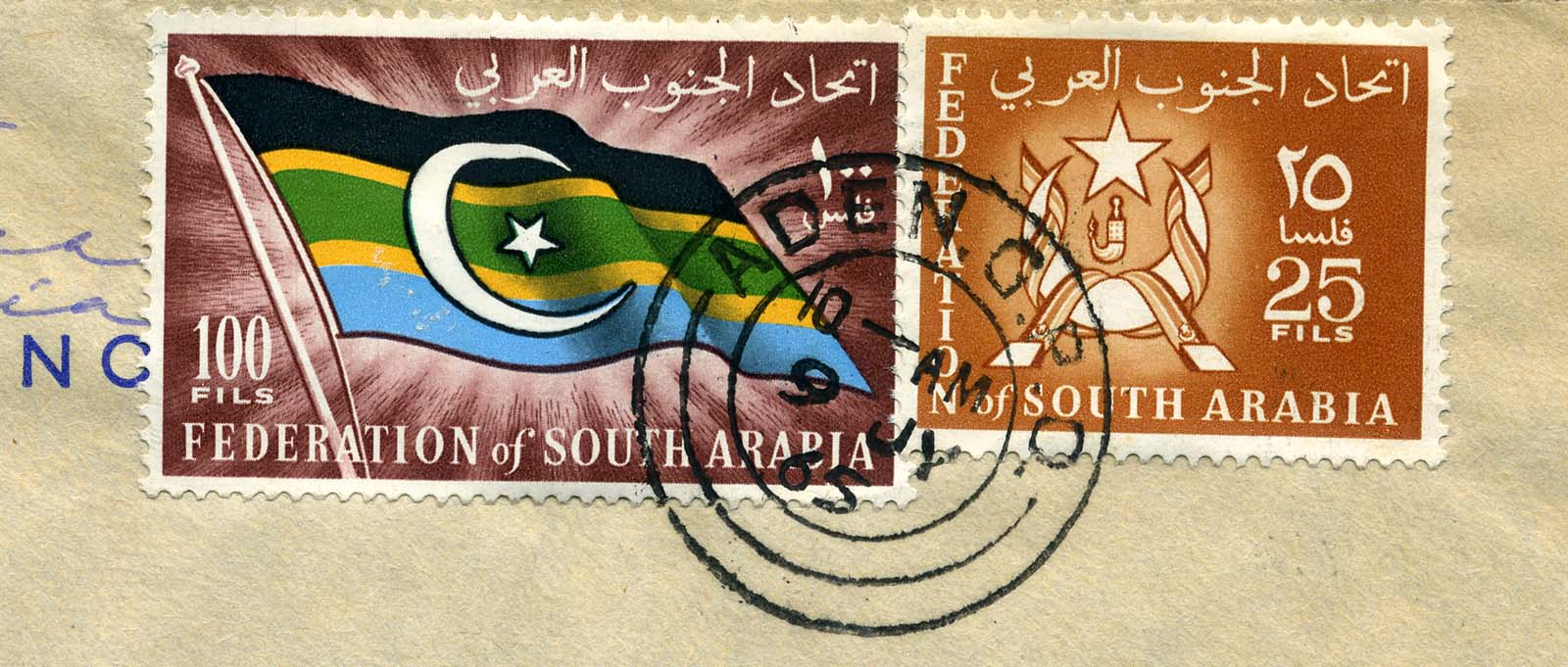
Briefmarken der Südarabischen Föderation

Die Föderation gab zwischen 1963 und 1966 eigene Briefmarken heraus, die zumeist den im übrigen Commonwealth verbreiteten entsprachen.
Währung war der Südarabische Dinar, unterteilt in 1000 Fils.